# مقاطعة يافاباي (أريزونا)
مقاطعة يافاباي (بالإنجليزية: Yavapai County)‏ هي إحدى مقاطعات ولاية أريزونا في الولايات المتحدة الأمريكية, ويصل تعداد سكان المقاطعة إلى 211,073 نسمة وفقاً لتعداد سكان 2010.